# The Call of the Cumberlands
The Call of the Cumberlands er en amerikansk stumfilm fra 1916 af Julia Crawford Ivers.

## Medvirkende
- Dustin Farnum som Samson South
- Winifred Kingston som Sally Spicer / Sally Miller
- Herbert Standing som Spicer South
- Page Peters som Wilfred Horton
- Howard Davies som James Farbish